# 분열효모균속
분열효모균속(Schizosaccharomyces)은 외자낭균아문에 속하는 자낭균류 속의 하나이다. 분열효모균강 (Schizosaccharomycetes), 분열효모균목(Schizosaccharomycetales), 분열효모균과(Schizosaccharomycetaceae)의 유일속이다. 가장 많이 연구된 종은 분열효모균(Schizosaccharomyces pombe)이다. 현재 기록종은 모두 6종이다. 먼 친척이 되는 출아효묘균(Saccharomyces cerevisiae)처럼, 분열효모균은 진핵생물 세포 생물학 분야에서 중요한 모델 생물 종이다.
이 균은 진화 연구 분야에서 특히 유용한 데, 그 이유는 분열효모균이 3억년에서 10억년 전 사이에 출아효모균(Saccharomyces cerevisiae) 계통에서 분리된 것으로 간주하고 있으며, 진화적으로 떨어져 있는 두 종의 비교 데이터를 제공하기 때문이다.

## 분류
- 분열효모균강 (Schizosaccharomycetes)
  - 분열효모균목 (Schizosaccharomycetales)
    - 분열효모균과 (Schizosaccharomycetaceae)
      - 분열효모균속 (Schizosaccharomyces)
        - Schizosaccharomyces cryophilus
        - Schizosaccharomyces japonicus
        - Schizosaccharomyces kambucha
        - Schizosaccharomyces octosporus
        - Schizosaccharomyces pombe
        - Schizosaccharomyces versatilis